# لغة أمازيغية سامية بدائية
اللغة الأمازيغية السامية البدائية هي لغة بدائية أعاد علماء اللسانيات بناؤها وتنحدر من اللغة الأفريقية الآسيوية البدائية. اقتُرحت أصلًا قديمًا مشتركًا للغة الأمازيغية البدائية واللغة السامية البدائية، والتي تعد بدورها لغات بدائية مبنية على اللغات الأمازيغية (مثل القبائلية والشلحية) واللغات السامية (مثل اللغة العبرية الحديثة والعربية والأمهرية). سواء كانت اللغة الأمازيغية السامية البدائية تشكل مجموعة فرعية لوحدها «أمازيغية سامية» (أي تشمل فقط الأمازيغية والسامية)، أم قد تكون تشمل أيضًا فروع أخرى من اللغات الأفريقية الآسيوية، فهذا الأمر لا يزال يتعين تحديده.